# Ommatoiulus montanus
Ommatoiulus montanus är en mångfotingart som beskrevs av Ceuca 1974. Ommatoiulus montanus ingår i släktet Ommatoiulus och familjen kejsardubbelfotingar. Inga underarter finns listade i Catalogue of Life.